# Фрейлих, Семён Израилевич
Семён Изра́илевич Фре́йлих (20 февраля 1920, Умань, Украина — 15 февраля 2005, Москва, Россия) — советский и российский киновед и киносценарист, доктор искусствоведения. Заслуженный деятель искусств РСФСР (1980).

## Биография
Родился 20 февраля 1920 года в Умани (ныне Черкасская область, Украина). В 1941 году окончил МИФЛИ имени Н. Г. Чернышевского. 
В августе 1941 года призван в РККА. В январе 1942 года окончил ускоренные курсы военных переводчиков и прибыл в распоряжение штаба Южного фронта. Служил в разведке, звания — техник-интендант 2 ранга, старший лейтенант, капитан, майор. В 1943 году вступил в ВКП(б).
После демобилизации работал в сценарном отделе киностудии «Союздетфильм». В 1948–1954 годах был на научно-педагогической работе на кафедре кинодраматургии во Всесоюзном государственном институте кинематографии. В 1950 году защитил диссертацию на соискание ученой степени кандидата искусствоведения по теме «Фильм „Молодая гвардия“ и проблемы экранизации произведений советской литературы».
В 1954–1971 годах работал в Институте истории искусств (ныне Государственный институт искусствознания) старшим научным сотрудником, заведующим сектором кино. В 1957—1970 годах был ответственным редактором ежегодника «Вопросы киноискусства».
В 1964 году защитил диссертацию на соискание учёной степени доктора искусствоведения по теме «Традиции и новаторство советского кино». 
С 1971 года работал в Академии общественных наук при ЦК КПСС. С 1974 года – профессор. 
С 1962 по 1970 год читал «Основы кинодраматургии» на Высших курсов сценаристов и режиссёров.
Член Союза кинематографистов СССР, член Союза писателей СССР c 1973 года.
Печатался с 1942 года, с 1946 года по вопросам киноискусства.

## Награды и звания
- медаль «За отвагу» (12 мая 1942)[9]
- орден Красного Знамени (25 мая 1945)[10]
- орден Отечественной войны I степени (20 августа 1944)[11]
- орден Отечественной войны II степени (27 октября 1943)[12]
- медаль «За оборону Кавказа» (1 мая 1944) [13]
- Военный крест (Чехословакия, 1939) (1945)[14]
- медаль «За взятие Дукельского перевала» (Чехословакия)[14]
- премия Союза кинематографистов СССР (1973, 1981)[8]
- заслуженный деятель искусств РСФСР (1980)[2]
- орден Отечественной войны I степени (6 апреля 1985)
- Государственная премия СССР (1987) — за сценарий фильма «Михаил Ромм. Исповедь кинорежиссёра»

## Фильмография

### Сценарист
- 1959 — Солнце светит всем
- 1974 — Птицы над городом
- 1984 — Песочные часы
- 1985 — Михаил Ромм. Исповедь кинорежиссёра (документальный)